# Generální kapitanát Santo Domingo
Santo Domingo bylo první španělskou a zároveň evropskou kolonií v Novém světě, jejíž celý název zněl Generální kapitanát Santo Domingo (španělsky Capitanía General de Santo Domingo). Nacházela se na ostrově Hispaniola v Karibiku.

## Historie
V roce 1492 přistál Kryštof Kolumbus při své první cestě na ostrově Hispaniola a prohlásil ho za španělské dominium. Španělé zde založili jednu ze svých prvních kolonií v Americe a začali pro ní používat název Santo Domingo na počest svatého Dominika. Od počátků koloniálního období ovládali Španělé celý ostrov stejně jako většinu Karibiku, v 17. století se však začaly v regionu prosazovat další evropské mocnosti (především Anglie, Francie a Nizozemsko). Francouzští bukanýři osídlili roku 1625 nejprve ostrov Tortuga (severně od Hispanioly), který se stal významnou základnou pirátů a korzárů, a následně se začali usazovat i na západní části Hispanioly.
Španělsko uznalo francouzskou svrchovanost nad západní částí Hispanioly roku 1697, kdy byl podepsána smlouva z Rijswijku. Podepsáním basilejského míru roku 1795 přešla pod správu Francie i do té doby španělská východní část ostrova.